# Ла-Куртет
Ла-Курте́т (фр. La Courtète) — коммуна во Франции, находится в регионе Лангедок — Руссильон. Департамент коммуны — Од. Входит в состав кантона Алень. Округ коммуны — Лиму.
Код INSEE коммуны — 11108.

## Население
Население коммуны на 2008 год составляло 45 человек.
| 1962 | 1968 | 1975 | 1982 | 1990 | 1999 | 2008 |
| ---- | ---- | ---- | ---- | ---- | ---- | ---- |
| 77   | 62   | 51   | 60   | 61   | 56   | 45   |

## Экономика
В 2007 году среди 29 человек в трудоспособном возрасте (15—64 лет) 17 были экономически активными, 12 — неактивными (показатель активности — 58,6 %, в 1999 году было 51,4 %). Из 17 активных работали 16 человек (8 мужчин и 8 женщин), безработным был 1 мужчина. Среди 12 неактивных 1 человек был учеником или студентом, 7 — пенсионерами, 4 были неактивными по другим причинам.